# تاپیر کوهی
تاپیر کوهی (نام علمی: Tapirus pinchaque) نام یک گونه از سرده تاپیرها است.